# 施韋特費格爾山
78°21′S 162°46′E / 78.350°S 162.767°E
施韋特費格爾山（Mount Schwerdtfeger），是南極洲的山峰，位於維多利亞地的斯科特海岸，以威斯康辛大學麥迪遜分校的氣象研究員命名，現時由南極條約體系管理。